# Daniel Constant
Pour les articles homonymes, voir Constant.
Daniel Constant, né à Nay le 5 septembre 1941, est un ancien cavalier international de CSO (saut d'obstacles).

## Biographie et carrière sportive
Daniel Constant est né à Nay (Pyrénées-Atlantiques) le 5 septembre 1941 dans une famille originaire du Sud-Ouest et de la région Nord-Pas-de-Calais. Son père dirige une entreprise de tissage de toile et c'est dans l'affaire familiale que Daniel Constant commence à travailler.
Il se rend compte très tôt qu'il ne s'accomplit pas dans ce domaine professionnel et il décide de se lancer dans l'élevage de chiens. Son amour des animaux le pousse ensuite rapidement à s'orienter vers les chevaux et, à 24 ans, il devient loueur d'équidés dans les Yvelines. Lui que rien ne destinait à faire une carrière de cavalier commence alors à apprendre l'équitation. Il devient vite passionné et travaille d'abord avec le célèbre dresseur Michel Henriquet, qui est installé près de Versailles (Yvelines) et par le biais duquel il rencontre le maître portugais Nuno Oliveira. De cette période de sa vie, il conserve une passion pour le dressage des chevaux qui le suivra tout au long de sa carrière équestre. 
Daniel Constant s'intéresse tout de suite à la pratique compétitive de l'équitation et vise rapidement le haut niveau. Il débute en concours complet d'équitation, mais il comprend que son avenir sportif se situe plutôt dans une autre discipline, le saut d'obstacles et il redouble alors d'efforts pour se hisser parmi les plus grands de l'époque. Il travaille avec Nelson Pessoa, David Broom et Bernard De Fombelle qui resteront ses principales références équestres. Il court son premier CSI à Biarritz et enchaîne alors les victoires.
En 1965, il intègre l'équipe de France de CSO pour la première fois et ne la quittera pas jusqu'en 1985. Il participe alors à 49 coupes des nations, aux Championnats d'Europe et aux Championnats du Monde à diverses reprises, et remporte de nombreux Grand Prix prestigieux tel que celui de Washington en 1975. Il sera même classé "meilleurs gains européens" dans sa discipline pendant deux années consécutives. 
Daniel Constant a monté plusieurs chevaux d'exception, mais les moments forts de sa carrière internationale sont associés à deux montures au talent hors norme, Vicomte d'Aubinier (Montigny x Frégate x Fantaisiste II), et le célèbre Danoso (Night and Day x Tanagra x Furioso).
Après avoir été victime d'un accident vasculaire cérébral, Daniel Constant passe sa licence d’entraîneur public de chevaux de course et entraîne des galopeurs le temps de pouvoir se remettre à cheval. Il revient ensuite au plus haut niveau et effectue plusieurs séjours aux USA.
En 1985, il décide de se consacrer au coaching et à l'entrainement. Tour à tour responsable du développement des sports équestres dans les Antilles, entraîneur national de la fédération équestre du Mexique, Directeur du Sport de Haut Rendement auprès du Ministère des Sports de Mexico, et expert consultant mandaté par la Fédération française d'équitation auprès des écuyers du Cadre noir de Saumur à l'École nationale d'équitation (ENE) et de l'équipe de France de concours complet, il continue de côtoyer les plus grands cavaliers mondiaux qui bénéficient alors de ses conseils et de son expérience équestre. C'est à cette époque qu'il se lie d'amitié avec l'écuyer Jean-Marie Donard avec lequel il partage une vision commune du travail du cheval.
Après avoir créé et dirigé un centre d'entrainement près de Guérande (Loire-Atlantique), il décide de retourner dans son Sud-Ouest natal en 2007.
Âgé de 73 ans, Daniel Constant vit aujourd'hui près de Pau où il continue de dresser des chevaux et de former des cavaliers à la pratique équestre de compétition. 

## Palmarès sportif[5]
- 49 participations en Coupe des nations de saut d'obstacles dont plusieurs médailles (Lisbonne, Bruxelles, Madrid, etc.);
- Gagnant de nombreux Grand Prix Internationaux (Washington en 1975, Barcelone en 1978[6], Madrid, Dinard, etc.);
- Pré-sélectionné pour les Jeux olympiques de Montréal en 1976;
- Trois titres de Vice-champion de France à Fontainebleau[7];
- Trois titres de Champion de Normandie;
- Finaliste au Championnat d'Europe de Vienne en 1977(6e place en individuel, 4e par équipe);
- 7e place individuelle au Championnat du Monde d'Aix-la-Chapelle en 1978 (gagnant de l'épreuve qualificative).
- Badge d'Argent de la Fédération Équestre Internationale.